# Gil Eun-hye
Gil Eun-hye (길은혜?; Pusan, 5 agosto 1988) è un'attrice sudcoreana.

## Filmografia

### Cinema
- Tell Me Something (텔 미 썸딩), regia di Chang Yoon-hyun (1999)
- D-Day (디데이), regia di Kim Eun-kyeong (2006)
- Madre (마더), regia di Bong Joon-ho (2009)
- My Black Mini Dress (마이 블랙 미니드레스), regia di Heo In-moo (2011)
- Jeorm-eun yesulgadeul (젊은 예술가들), regia di Kang Tae-woo (2013)
- Haedokjaeneun eobtda (해독제는 없다), regia di Han Ji-hye (2013)

### Televisione
- Heo Jun (허준) – serie TV (1999-2000)
- Billboard Kid Soo-ja (빌보드키드 수자) – film TV (2003)
- Mu-in sidae (무인시대) – serie TV (2003-2004)
- Hakgyo 2013 (학교 2013) – serie TV (2012-2013)
- Nail Shop Paris (네일샵 파리스) – serie TV (2013)
- Yeppeun namja (예쁜 남자) – serie TV (2013) – cameo
- Gwibu-in (귀부인) – serie TV (2013)
- Jang-mi bit yeon-indeul (장미빛 연인들) – serie TV (2014-2015)
- Orange Marmalade (오렌지 마말레이드) – serie TV (2015)
- Sarang-ui ondo (사랑의 온도) – serie TV (2017)